# Zak Seddon
Zak Seddon (ur. 28 czerwca 1994) – brytyjski lekkoatleta specjalizujący się w biegach długodystansowych.
W 2009 był czwarty na gimnazjadzie w Dosze. Bez awansu do ścisłego finału startował w 2010 na igrzyskach olimpijskich młodzieży. W 2011 był piąty podczas mistrzostw świata juniorów młodszych oraz zdobył złoty medal igrzysk Wspólnoty Narodów młodzieży. Rok później uplasował się na 9. miejscu podczas mistrzostw świata juniorów w Barcelonie. Złoty medalista juniorskiego czempionatu Europy w Rieti (2013).
Rekordy życiowe: bieg na 1500 metrów – 3:42,02 (17 kwietnia 2015, Walnut); bieg na 3000 metrów z przeszkodami – 8:20,77 (17 maja 2024, Los Angeles).

## Osiągnięcia
| Rok  | Impreza                                             | Miejsce         | Konkurencja                   | Pozycja               | Wynik   |
| ---- | --------------------------------------------------- | --------------- | ----------------------------- | --------------------- | ------- |
| 2009 | Gimnazjada                                          | Doha            | bieg na 2000 m z przeszkodami | 4. miejsce            | 5:58,25 |
| 2010 | Eliminacje Europy do igrzysk olimpijskich młodzieży | Moskwa          | bieg na 2000 m z przeszkodami | 1. miejsce            | 5:57,50 |
| 2010 | Igrzyska olimpijskie młodzieży                      | Singapur        | bieg na 2000 m z przeszkodami | 2. miejsce w finale B | 5:52,13 |
| 2011 | Mistrzostwa świata juniorów młodszych               | Lille Metropole | bieg na 2000 m z przeszkodami | 5. miejsce            | 5:40,62 |
| 2011 | Igrzyska Wspólnoty Narodów młodzieży                | Douglas         | bieg na 2000 m z przeszkodami | 1. miejsce            | 5:41,81 |
| 2012 | Mistrzostwa świata juniorów                         | Barcelona       | bieg na 3000 m z przeszkodami | 9. miejsce            | 8:45,18 |
| 2013 | Mistrzostwa Europy juniorów                         | Rieti           | bieg na 3000 m z przeszkodami | 1. miejsce            | 8:45,91 |
| 2015 | Superliga drużynowych mistrzostw Europy             | Czeboksary      | bieg na 3000 m z przeszkodami | 10. miejsce           | 8:56,57 |
| 2017 | Mistrzostwa świata                                  | Londyn          | bieg na 3000 m z przeszkodami | eliminacje            | 8:32,84 |
| 2017 | Uniwersjada                                         | Tajpej          | bieg na 3000 m z przeszkodami | 6. miejsce            | 8:39,30 |
| 2018 | Mistrzostwa Europy                                  | Berlin          | bieg na 3000 m z przeszkodami | 5. miejsce            | 8:37,28 |
| 2019 | Mistrzostwa świata                                  | Doha            | bieg na 3000 m z przeszkodami | 15. miejsce           | 8:40,23 |
| 2022 | Mistrzostwa Europy                                  | Monachium       | bieg na 3000 m z przeszkodami | eliminacje            | 8:46,74 |